# Mémoires mortes
Pour les articles homonymes, voir Mémoire morte (homonymie) et Body of Evidence.
Mémoires mortes (Body of Evidence, dans l'édition originale en anglais) est un roman policier et thriller américain de Patricia Cornwell publié en 1991. C'est le deuxième roman de la série mettant en scène le personnage de Kay Scarpetta.

## Résumé
Une romancière est retrouvée assassinée de manière violente alors qu'elle vient de rentrer d'une longue retraite passée à écrire son autobiographie. Point inquiétant, cette retraite avait été causée par le harcèlement téléphonique d'un inconnu et la dégradation de sa voiture. Comment le meurtrier a-t-il su que la romancière venait de rentrer chez elle ? Pourquoi a-t-elle laissé le meurtrier entrer chez elle alors qu'elle se savait menacée ? De plus, le manuscrit retrouvé sur le lieu du crime n'est pas l'autobiographie sur laquelle elle travaillait. Où est-il ? Comment en retrouver une copie ? Ce document reste de première importance : il contient à coup sûr des révélations compromettantes sur un autre écrivain célèbre dont elle a été la protégée.
Quelques jours plus tard, cet autre écrivain est retrouvé assassiné...